# Mein Jahrhundert
Mein Jahrhundert ist ein Buch von Günter Grass, das in hundert Erzählungen einen Rückblick auf das 20. Jahrhundert wirft. Erzählt wird aus der Sicht von verschiedenen Menschen aus allen Bereichen der deutschen Gesellschaft – von der Fließbandarbeiterin bis zum Professor der Biologie. Das Werk umfasst 384 Seiten.

## Inhalt

### Allgemeines zu den Erzählungen
Zu jedem Jahr des 20. Jahrhunderts ist eine Kurzgeschichte zu finden, deren jeweiliger Titel die Jahreszahl ist. Darin werden die historisch wichtigen Ereignisse parallel zu den individuellen Umständen des Ich-Erzählers, der in fast jeder Geschichte ein anderer ist, beschrieben oder zumindest angedeutet. Die Geschichten spielen meist in Deutschland und werden aus der Sicht von Deutschen und Ausländern erzählt. Einige Geschichten sind autobiographisch geprägt und geben die Perspektive von Günter Grass auf die jeweiligen bedeutenden Ereignisse des Jahres wieder. Bei näherer Betrachtung spiegeln alle Geschichten eine kritische Sicht auf die beleuchteten Ereignisse wider. Der jeweilige Ich-Erzähler kritisiert jedoch in der Regel nicht direkt, sondern er offenbart indirekt in einem fließend zu lesenden Plauderton das Unvermögen, Desinteresse oder die Haltung von Menschen, die sich bei näherem Hinsehen als herzlos, latent ausländerfeindlich, egoistisch etc. erweist.

### Zusammenfassungen
Als Beispiele sind die folgenden Geschichten zusammengefasst:
1900: Ein Soldat des Ostasiatischen Expeditionskorps' zur Niederschlagung des Boxeraufstands berichtet von der Hunnenrede, mit der Kaiser Wilhelm II. am 27. Juli seine Truppen in Bremerhaven verabschiedete, und dem Zopf eines getöteten Chinesen, den er seiner Braut von dem Feldzug als Souvenir mitbrachte.
1914 bis 1918: Eine junge Schweizer Wissenschaftlerin bringt Ernst Jünger und Erich Maria Remarque Mitte der 1960er-Jahre zu einem Gespräch über den Ersten Weltkrieg.
1925: Ein quengelnder Knabe kann von seiner Familie nicht ruhiggestellt werden, bis man ihm einen  Detektorempfänger für den kürzlich eröffneten Hörfunk gibt. (Ich-Erzähler: das quengelnde Kind, das erwachsen auf diese Episode seines Lebens zurückblickt)
1933: Nach Hitlers Ernennung zum Reichskanzler am 30. Januar sind die Berliner Straßen voll von Marschkolonnen der SA. Einem Berliner Galeristen gelingt es trotzdem, zum Pariser Platz vorzudringen und vom Dach des Hotels Adlon den pompösen Fackelzug der Nazis durch das Brandenburger Tor zu erleben.
Eine Flut, die mitriss. Und der von unten allseits aufsteigende Jubel hätte womöglich auch mir – und sei es versuchsweise – ein zustimmendes „Sieg Heil!“ entlockt, wenn nicht Max Liebermann jenen Satz beigesteuert hätte, der später überall in der Stadt als geflüsterte Parole in Umlauf blieb. Sich von dem geschichtsträchtigen Bild wie von einem firnisglänzenden Historienschinken abwendend, berlinerte er: „Ick kann ja nich so viel fressen, wie ick kotzen möchte.“
1934: Monolog des SS-Manns Ehardt, Adjutant des Oranienburger Lagerkommandanten Theodor Eicke, über die Ermordung Erich Mühsams am 10. Juli 1934 im KZ Oranienburg.
1935: Eröffnung des ersten Abschnittes der Reichsautobahn zwischen Frankfurt a. M. Süd und Darmstadt am 19. Mai. Der Autobahnbau schafft Arbeitsplätze, die harte Arbeit mit der Schaufel aber auch eine neue Krankheit, die „Schipperkrankheit“ (ein Abriss der Wirbeldornfortsätze). Jedoch darf der Arzt, der sie entdeckt, sie nicht veröffentlichen. (Ich-Erzähler: Assistent des Arztes)
1939 – 1945: Im Februar 1962 tauschen sich ehemalige Kriegsberichterstatter drei Tage lang auf Sylt in kollegialer Vertraulichkeit über ihre Erlebnisse im Zweiten Weltkrieg aus. Der Erzähler hält sich zugute, den Krieg überwiegend aus der Frontschwein-Perspektive beschrieben zu haben und dabei wenigstens einigermaßen bei der Wahrheit geblieben zu sein. Er schildert den „ersten Terrorangriff“ auf Köln in der Nacht vom 30. auf den 31. Mai 1942 (Operation Millennium) und die Evakuierung des KZ Stutthof ab 25. Januar 1945. Das große Wort führen jedoch Journalisten wie Paul Schmidt, der in seinen Arbeiten für Axel Springers Zeitschrift Kristall den angeblichen Heroismus des Kriegsgeschehens in ähnlicher Weise betont wie es früher unter seinem Einfluss in der NS-Propagandazeitschrift Signal geschehen war. Man erörtert unglückliche Zufälle, ohne die der Krieg von Deutschland hätte gewonnen werden können,  und spricht ohne jede Empathie für die Opfer über die Niederschlagung des Aufstands im Warschauer Ghetto ab 19. April 1943 und die Fotoalben, die man davon für den Befehlshaber auf deutscher Seite, Jürgen Stroop, anfertigte. Zum Schluss erleben die Teilnehmer der Tagung noch die Sturmflut vom 16./17. Februar 1962, die den Hindenburgdamm unpassierbar macht und in Hamburg durch Deichbrüche 315 Todesopfer fordert.
1946: „Ziegelsplitt, sag ich Ihnen“ – Eine Berliner Trümmerfrau berichtet.
1951: Am 5. Oktober 1951 läuft in Wolfsburg der 250.000ste VW Käfer vom Band. An die Feier aus diesem Anlass, an der ihr Mann als Werksangehöriger teilgenommen habe, erinnert eine Frau aus Marienborn in einem Brief an die VW-Werke. Ihr Mann habe nachweislich ab 1939 als KdF-Sparer über vier Jahre mit 1.230 Mark den vollen Preis eines KdF-Wagens eingezahlt, und inzwischen sei man dem Vergleich beigetreten, den der Hilfsverein ehemaliger Volkswagensparer 1961 vor dem Bundesgerichtshof mit VW geschlossen habe. Danach könne man beim Kauf eines Volkswagens nun einen Preisnachlass von 600 DM beanspruchen, „auch wenn wir in der DDR unseren festen Wohnsitz haben. Oder zählen wir nicht mehr als Deutsche? [...] Den Rest zahlen wir gerne in unserer Währung. Das wird doch wohl möglich sein, oder?“
1954: Endspiel der Fußball-Weltmeisterschaft 1954 am 4. Juli. „Zwar war ich in Bern nicht dabei“
1970: Kniefall von Warschau am 7. Dezember. Ein den »Kniefallkanzler« und Egon Bahr hassender Journalisten räsoniert in einem inneren Monolog darüber, wie er aus Warschau über das Ereignis berichten könnte:
Reine Show alles. War aber als Aufmacher, rein journalistisch gesehen, ein Knüller. [...] Na, der wird sich wundern, wenn er nach Hause kommt. Zerfetzen werden sie ihn und seine Ostverträge. Nicht nur in meiner Zeitung. Aber gekonnt war das schon, einfach so auf die Knie.
1971: Wir haben abgetrieben! 6. Juni
1972: Ulrike Meinhof#Festnahme am 15. Juni.
1973: Eine Großmutter erzählt von ihren Schwiegersöhnen, die als begeisterte Autofahrer in der  Ölkrise von Geschwindigkeitsbeschränkungen und Sonntagsfahrverboten betroffen sind.
1979: Ballonflucht über die innerdeutsche Grenze am 16. September.
1980: Cap Anamur (Schiff, 1979) rettet Boatpeople vor der Küste von Vietnam, organisiert und finanziert von einem Verein in der Nähe von Bonn und zum Missfallen des Auswärtigen Amts. Nach einem Besuch bei dem Verein berichtet der Referatsleiter des Amts:
Diese Leute, Herr Staatssekretär, lieben das Chaos. Das mache sie kreativ, bekam ich zu hören. Wir haben es in diesem Fall mit Idealisten zu tun, die sich einen Dreck um bestehende Vorschriften, Richtlinien und so weiter kümmern. Vielmehr sind sie, wie diese gute Frau in ihrem Reihenhaus, felsenfest davon überzeugt, die Welt bewegen zu können. Eigentlich bewundernswert, fand ich, wenngleich es mir nicht gefallen konnte, in meiner Funktion beim Auswärtigen Amt als Unmensch dazustehen, als jemand, der immerfort nein sagen muss.
1981: Tod des Großadmirals Karl Dönitz am 24. Dezember. Zur Beisetzung am 6. Januar 1982 erscheint eine unübersehbare Zahl von Ritterkreuzträgern.
1982: Der Verfasser eines Gutachtens für Howaldtswerke-Deutsche Werft in Kiel und AEG-Marinetechnik in Wedel über Folgen des Falklandkrieges räsoniert darüber, was geschehen wäre, wenn es den beiden an die  Argentinische Marine gelieferten U-Booten der Klasse 209 gelungen wäre, Schiffe der Royal Navy mit ihren AEG-Torpedos zu versenken.
1983: „So oan krieg’n wir nimmer.“ Ein bayerischer Kabarettist äußert sich darüber, wie sehr ihm und seinem Gewerbe der 1988 verstorbene Franz Josef Strauß fehle, und beschreibt den von diesem 1983 eingefädelten Milliardenkredit für die DDR als ein besonders markantes Beispiel straußscher Politik, bei der immer auch etwas für ihn persönlich abgefallen sei.
1984: Staatspräsident François Mitterrand und Bundeskanzler Helmut Kohl Hand in Hand auf dem Schlachtfeld von Verdun am 22. September
1985: Eine Großmutter gibt ihrem Enkel für dessen Magisterarbeit „Der Alltag der Senioren“ entsprechende Auskünfte über die 1980er-Jahre. Sie erzählt von ihrer Einsamkeit nach dem Tod des Großvaters, tröstet sich mit Unterhaltungssendungen wie Lindenstraße und nimmt Anteil an den Erfolgen von Boris Becker und Steffi Graf. Das Geplauder der alten Dame offenbart, wie Familie Beimer und andere Fernsehfamilien die zwischenmenschlichen Beziehungen ersetzen, die offenbar zwischen ihr, ihrem Sohn und ihrem Enkel nicht mehr bestehen.
1986 „Wir Oberpfälzer, sagt man“ Nach den sich seit Herbst 1985 verschärfenden Auseinandersetzungen um die geplante Wiederaufarbeitungsanlage Wackersdorf war die Oberpfalz nach der Nuklearkatastrophe von Tschernobyl vom 26. April 1986 durch radioaktiven Regen betroffen, der strahlende Stoffe in den Boden spülte und Pilze der Region auf lange Zeit durch erhöhte Radioaktivität ungenießbar machte.
1987 „Was hatten wir in Calcutta zu suchen?“, so beginnt die Geschichte zu 1987. In ihr beschreibt Grass einen Aspekt seines Indienaufenthalts vom August 1986 bis zum Januar 1987 (vor allem in Calcutta) mit seiner zweiten Ehefrau Ute Grunert. Ute liest im schwülen Indien zu seinem Erstaunen Theodor Fontanes Werke, der „leibhaftig“ am Kaffeetisch erscheint. „Ute bändelt mit ihm an.“ und „Fortan – und das sage ich immer, wenn ich diesen Traum erzähle – führten wir eine Ehe zu dritt.“.
1991: Zwei Personen schauen zusammen fern und diskutieren über aktuelle Geschehnisse. Sie meinen z. B., dass der Golfkrieg, den CNN gerade ausstrahlt, für Europäer und US-Amerikaner wie eine gute Show und dass Auslöser von Krieg häufig Öl ist.
1993: Ein kleiner Polizeibeamter aus der ehemaligen DDR berichtet über Veränderungen, die es seit der Wiedervereinigung gibt, insbesondere das Aufkommen von Rechtsradikalen, die entstandene Orientierungslosigkeit der Polizei und Probleme mit dem „besserwisserischen“ Westen. Zwischen den Zeilen trauert der Beamte den Verhältnissen in der DDR nach, er erweist sich im Hinblick auf die Übergriffe auf die Ausländerwohnheime in Hoyerswerda und Solingen als latent ausländerfeindlich und er hält nichts von den Solidaritätsbekundungen mit den Schwachen. Letzten Endes zeigt sich der Mann aber selbst als ein Opfer der Wiedervereinigung.
1995 Ein Radioreporter berichtet live von der zum siebten Mal stattfindenden Love Parade in Berlin mit ihren Auswüchsen: halbnackte gestylte Besucher, Berge von Müll, ohrenbetäubend laute Musik. Die Statements einiger Jugendlicher machen deutlich, dass die Love Parade das Festival einer spaßsüchtigen Gesellschaft ist. Deren einziges Bestreben ist es, sich in Designer-Outfits mit „Tschaka Tschaka Tschaka“ in Ekstase zu tanzen. Alle halten sich für Individualisten, deren Outfits aber von der Modebranche übernommen werden. Niemand interessiert sich für den zur selben Zeit stattfindenden Krieg auf dem Balkan. In seinen Kommentaren übergeht der Reporter positive Äußerungen: Lebensfreude, Gäste aus aller Welt, Friedenssehnsucht ... (Reportage)

## Stil
Das Buch hat keine Einleitung, man wird – wie bei Kurzgeschichten üblich – direkt in das erste Geschehen hineinversetzt. Der abwechslungsreiche Schreibstil ist häufig von umgangssprachlichen Ausdrücken durchdrungen oder dialektgefärbt. Die Jahre der beiden Weltkriege heben sich dadurch hervor, dass hier jeweils Erzähler und Ort beibehalten werden. Manche Geschichten werden im Rückblick erzählt, so dass die Jahreszahl des Kapitels nicht mit dem Zeitpunkt des Erzählens übereinstimmt.

## Adaption
Horst Königstein inszenierte Mein Jahrhundert für das Hamburger Thalia Theater.

## Ausgaben
- Günter Grass: Mein Jahrhundert. Steidl Verlag, Göttingen 1999, ISBN 3-88243-650-6.
- Günter Grass: Mein Jahrhundert. Steidl Verlag, Göttingen 1999, ISBN 3-88243-651-4. (Illustrierte Ausgabe)
- Günter Grass: Mein Jahrhundert. Steidl Verlag, Göttingen 1999, ISBN 3-88243-700-6. (Werkausgabe, Bd. 17)
- Günter Grass: Mein Jahrhundert. dtv, München 2001, ISBN 3-423-12880-1.
- Günter Grass: Mein Jahrhundert. Steidl Verlag, Göttingen 2004, ISBN 3-86521-502-5. (2 CDs)